# 迷想區域
《迷想區域》（迷想区閾），是日本漫畫家方條ゆとり創作的漫畫。

## 概要
女主角離開養父母，到前身育幼園—白鳩園的白鳩學園就讀，一天在舊址發現的小孩屍體，喚起了遺忘已久的記憶。

## 登場人物

### 主角
天阪 
高一。親生父母（和彥，繪美子）因交通意外身亡，曾在白鳩園居住幾個月。
經常帶著白兔娃娃—繪美彥是親生父母生前所送的禮物。

### 白鳩園的相關者
川崎 一生
高二。頭上纏著繃帶。經常作出疑似自殺的危險舉動。
父親早逝，母親經常工作不歸家，在一生小學時離開家丟下一生。
菅原 拜二
三年四班，學生會長。與一生同房。小時和一生是鄰居，並已有吸煙習慣，在國一時戒煙。
父母是殺人兇手，父親是卡車司機，因酒後駕駛而撞到怜的父母，一死一重傷，母親把未死的女子殺死。
小野 三月
四過 拳
不良少年，父親經常對身為兒子的拳使用暴力，事後會不斷道歉。
六條 芳輔
經常和拳一起行動，戴著墨鏡。
七瀨 晴實
在幼時，父母經常因工作繁忙而把晴實寄托在白鳩園。有著精神方面的問題，在父母前會裝作是好孩子。
黑木 祐吾
高一，從懂事時已經在白鳩園生活。在白鳩園的離別會途中被領養。
和千堂托海是好友，像親兄弟一樣。
千堂 托海
從懂事時已經在白鳩園生活，是白鳩園的一員，在白鳩園的最後一天時失蹤。

## 相關語
白鳩園
育幼院，於年前廢棄。白鳩學園的前身。
白鳩學園
是可寄宿性的學校。
哥哥
白鳩園的孤兒。因怜記憶模糊的關係，而不知其真身，在故事中是以戴著白鴿頭罩的男孩表示

## 單行本
| 卷數 | 史克威爾艾尼克斯                 | 尚禾 |
| ---- | -------------------------------- | ---- |
| 1    | 2002年9月（ISBN 978-4757508040） |      |
| 2    | 2003年2月（ISBN 978-4757508781） |      |